# 広島市立中央図書館
広島市立中央図書館（ひろしましりつちゅうおうとしょかん）は、広島市中区の広島市中央公園内にある広島市立の図書館である。
なお、この項目では前身である（広島市立）浅野図書館（あさのとしょかん）についても扱う。

## 概要
1974年に現在の広島市立中央図書館が開館した。鉄筋コンクリート構造の地上3階地下1階。
1階に、対面朗読室、国連寄託図書館、自習室、喫茶・食堂、移動図書館の車庫。2階に、新聞雑誌閲覧室、自由閲覧室A、自由閲覧室B、展示ホール。3階に、広島資料室、広島文学資料室、参考閲覧室、セミナー室を整備している。
広島市内では最大規模の公立図書館で、広島県中央図書館に指定されている。広島市映像文化ライブラリーとの複合施設になっている。
2017年2月3日に公表された広島県の耐震性能調査において、震度6強以上で「倒壊または崩壊する危険性が高い」とされたが、建て替え・耐震化の方針や時期は見通しが立っていない。

## 沿革
広島市立中央図書館の前身は、第二次世界大戦以前の1926年、私立図書館として開館し、のち広島市に移管された「浅野図書館」である。建物も、旧称の「（市立）浅野図書館」時代から数えるなら、原爆被災をくぐり抜けた小町（現・中区袋町）時代の初代建物（1926年～1955年）、騒音問題に直面した国泰寺町（現・中区）時代の二代目建物（1955年～1974年）を経て、基町（広島中央公園内）に所在する現施設は三代目（1974年～）となる。

### 「浅野図書館」として開館
1920年（大正9年）10月、広島藩最後の藩主である浅野長勲は、広島城入城300年を記念して図書館を建設することを発表し、1926年（大正15年）に当館の前身となる浅野図書館が市内小町（現在の中区袋町）に開館した。設計者は岡田信一郎である。落成式は同年5月4日、開館式は同年11月28日、同年12月5日より一般閲覧を開始した。顧問には富士川游や高楠順次郎が就任している。この当時の浅野図書館は、鉄筋コンクリート構造の2階建て（地下1階）で、開館当時の外観写真が現存している。
1931年（昭和6年）10月、当館は広島市に寄贈されて広島市立浅野図書館と改称され、1935年（昭和10年）10月に広島県中央図書館の指定を受けた。

### 原爆被災

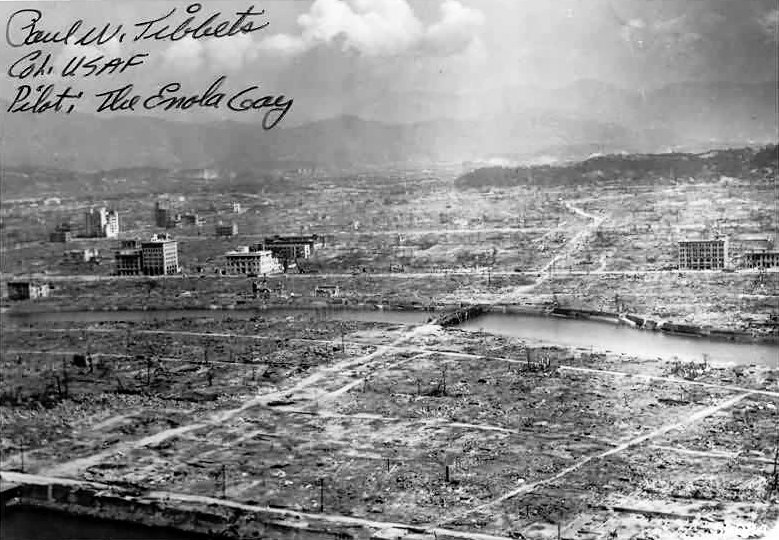
被爆後の広島市中心部。写真中央右端の建物が浅野図書館。

浅野図書館は戦中の時点で約9万冊を所蔵していたため、重要な蔵書を疎開させる計画を立てその一部を実施していた。このうち第1次疎開では漢籍など貴重図書8,411冊・絵図類約9,000点を光明寺（高取）、専念寺（沼田）、願行寺（沼田）、および浄土寺（五日市町）に移転しており、続いて予定されていた第2次疎開では、特別図書約10,000冊を50梱包にまとめ、その移転準備をすすめていた。またその他一部の図書を郡部に疎開していた。
しかし、1945年（昭和20年）8月6日、原爆投下により爆心地より730mの位置にあった建物は全焼し、外郭を残すのみの状態となった。このため蔵書も第1次疎開によって避難していた書籍以外は焼失した。すなわち、先述の通り第2次疎開の対象に入っていた貴重図書は、その準備により玄関付近に置いたままになっていたため、すべてが焼失したのである。人的被害も大きく、職員も15人中4人が死去した。さらに、いち早く郡部に疎開し被爆の難を逃れていた図書も、同年9月枕崎台風による水害の被害にあい、一部が流失あるいは損傷した。

### 戦後の復興
被爆で大きな被害を受け業務停止となった図書館施設は、しばらくの間は死体収容所、のち食糧配給所として利用されることとなった。敗戦後の9月には当館内に中国復興財団経営の復興喫茶店が開店したことを地元紙中国新聞が報じているが、図書館としての業務再開の道のりは遠かった。
1946年（昭和21年）10月、疎開先である比治山下の山陽文徳殿で業務を再開した浅野図書館は、1949年（昭和24年）6月になってようやく本来の小町の建屋への復帰を果たすことになった。同年7月には広島市児童図書館（現・広島市こども図書館）を併設することとなったが、この児童図書館は1954年（昭和29年）4月、基町に竣工した施設に移転している。

### 国泰寺町移転と騒音問題
1955年（昭和30年）、初代建物の所在地に近い国泰寺町に、石本喜久治の設計による新しい建物が竣工し、当館はこの地に移転した。しかし皮肉なことに、移転して10年が経過した1960年代後半には、急速に進行した都市化が引き起こした問題によって、この地は早くも安住の地ではないことが明らかになった。すなわち、建物の南側に面して新広島バイパス（国道2号線の新線）が開通すると、図書館はこれにともなう騒音問題に直面することになったのである。さらに、1970年代になって政令指定都市への移行をめざした広島市は、この図書館を市内の図書館の中枢的施設として位置づけ、機能を拡張することになった。このため、当館は国泰寺からの再移転、および施設拡充による新開館が決まった。

### 現在地移転と新「広島市立中央図書館」開館

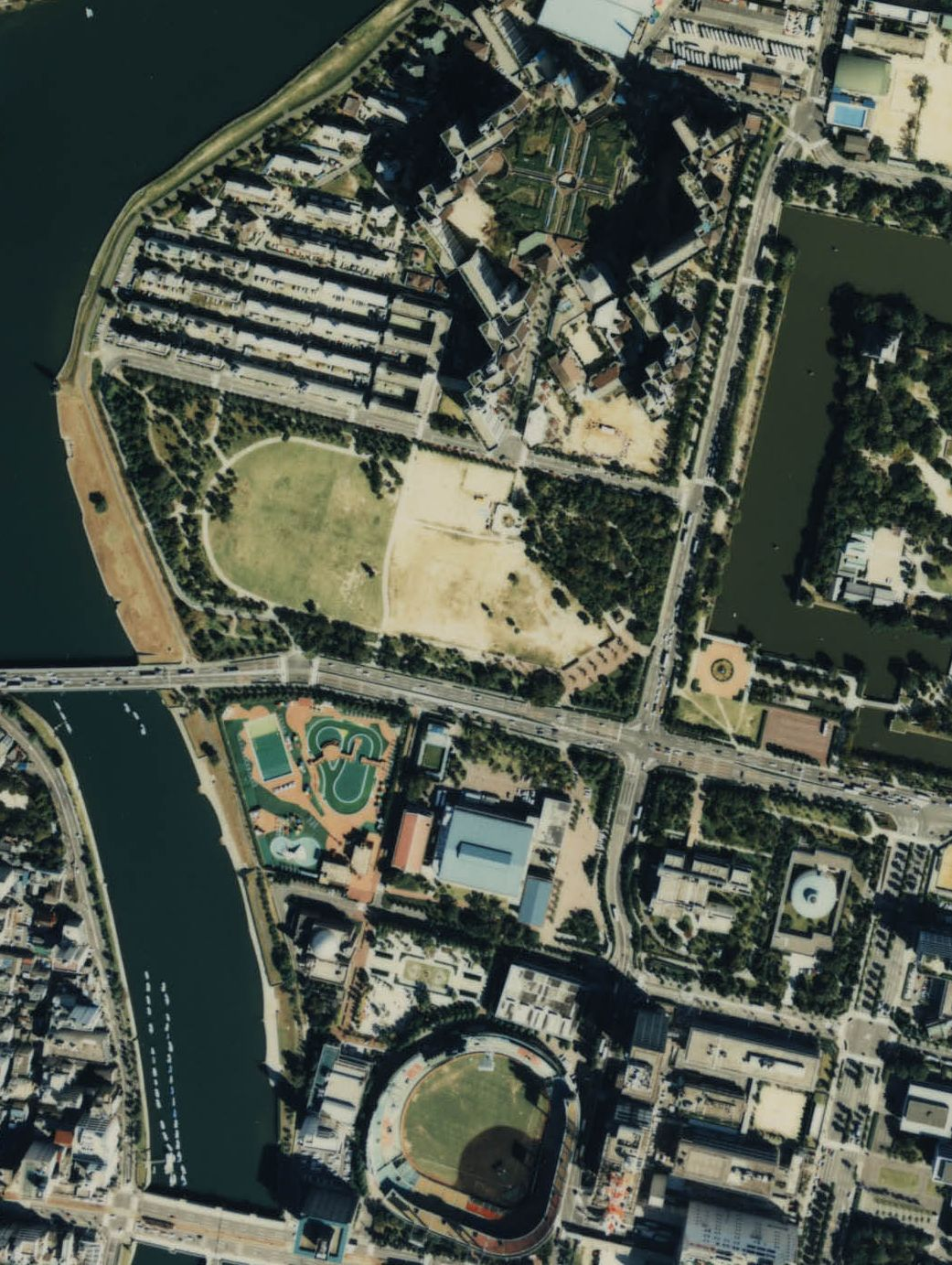
1988年中央公園周辺。中央右やや下の青い丸い屋根の建物がひろしま美術館でその左隣が中央図書館。

現在地である新築用地は、1971年（昭和46年）度に、広島市による不良住宅の除却で確保され、建設費約7億2千万円（当時）をかけて新築工事が行われた。1974年（昭和49年）10月、当館は広島市立中央図書館に改称し再オープンした。開館当時の蔵書能力は60万冊で、当時の広島県立図書館の2倍の規模になり、西日本一の規模の図書館になった。1982年（昭和57年）に2期工事が完成し、1977年から1986年まで館内に広島市公文書館の書庫及び事務所も設置されていた。2007年（平成19年）にはアスベスト除去工事を行っている。
2011年（平成23年）には開館80周年記念行事を行った。

## 主な蔵書
- 特別図書
  - 旧広島藩主浅野家から寄贈された和漢古書のうち被爆による焼失から免れた『浅野文庫』含めた江戸時代の資料や、旧八木城城主香川家から寄贈された『香川家文書』、地元文学者関連資料や、被爆関連資料を揃えている[15][36]。

## 利用情報
- 所在地 - 広島市中区基町3-1
- 開館時間
  - 火曜日～金曜日 - 午前9時 - 午後7時
  - 土・日曜日、国民の祝日 - 午前9時 - 午後5時
  - ノート（ネットブック）パソコンを持ち歩くユーザの為に，3Fで「FREESPOT」の公衆無線LANも使用可能である。

## 休館日
- 毎週月曜日
- 国民の祝日に関する法律に規定する休日の翌日
  - ただし土・日・月曜日に当たるときはその直後の平日
- 図書整理日
  - ただし土・日・月曜日に当たるときは直前の金曜日
- 9月1日:8月の図書整理日の振替
- 平和記念日（8月6日）
- 年末年始（12月29日～1月4日）
- 特別整理期間

## 分館
広島市こども図書館を除く、広島市立の「図書館」は中央図書館の分館にあたる。「閲覧室」は各分館の付属施設。
- 広島市立中区図書館
- 広島市立東区図書館
- 広島市立南区図書館
- 広島市立西区図書館
- 広島市立安佐南区図書館
- 広島市立安佐北区図書館
- 広島市立安芸区図書館
- 広島市立佐伯区図書館
  - 湯来河野閲覧室（旧 湯来町河野図書館）
- 広島市まんが図書館
  - あさ閲覧室

## アクセス
- 広島バスセンターから徒歩約5分
- アストラムライン県庁前駅から徒歩約4分

### 補足
1. ↑  2014年4月1日より現名称（公益財団法人への移行に伴う改称、2011年以前も同名称）[1]。旧称・広島市未来都市創造財団（2011年から2014年3月）[2]。2006年より事業を受託している[2]。
2. ↑  現在の広島市役所南東部に位置していた[25]。なお、被爆建造物であった初代「浅野図書館」は敷地とともに1953年に中国電力に売却され、同社本店の4号館として使用されたが、1968年に新社屋の建設にともない解体されたため現存しない[26]。
3. ↑  当時、図書館などは40ホーンまでが望ましいとされていたが、1961年秋に行った騒音テストで120ホーンを記録していた[27]。
4. ↑  国泰寺町の旧建物はその後、内部の改装を経て広島市教育委員会が使用したのち解体された。現在は駐車場などに使われている[30][31]。

## 参考資料
- 広島市 (2013年). “広島市の図書館（要覧）” (PDF). 2014年3月18日閲覧。
- 広島市『広島原爆戦災誌』（PDF）（改良版）、2005年（原著1971年）。オリジナルの2013年12月3日時点におけるアーカイブ。2014年3月18日閲覧。
- 『基町地区再開発事業事業記念誌』（基町地区再開発促進協議会著、広島県都市部・広島市都市計画局）